# コリセウム (ヘタフェ)
コリセウム（スペイン語: Coliseum）は、スペイン・マドリード州ヘタフェにあるサッカー専用スタジアム。1998年の開場以来ヘタフェCFがホームスタジアムとして使用している。

## 概要
1983年に設立されたヘタフェCFは、設立以来エスタディオ・ラ・ラス・マルガリータスをホームスタジアムとしていたが、老朽化に伴い新スタジアムの建設と移転を余儀なくされ、コリセウムが建設された。
2023年6月、ヘタフェCFの会長であるアンヘル・トーレスは、コリセウムの大規模な改修工事を行うことを発表した。2024年の春頃から工事に着手し、約2年ほどの工期を見込んでいる。改修後は収容人数を3,000人増加させ、西スタンドのみだった屋根を全スタンドに付設させる予定となっている。
かつてこのスタジアムは、地元出身のサッカー選手アルフォンソ・ペレスの名を冠して「コリセウム・アルフォンソ・ペレス」と呼ばれていた。しかし2023年10月、アルフォンソ・ペレスが女子サッカーについて性差別的な発言をして問題視されたことにより、スタジアム名からペレスの名を削除して「コリセウム」へと改称した。
スタジアムの北側にはヘタフェやマドリードのバジェカス地区を繋ぐ高速道路であるM-45が隣接している。景観や環境に配慮するため、コリセウムの北と東スタンドは盛り土された小高い丘に沿うようにしてスタンドが建設されている。

## 開催された主な大会・試合
- 国際Aマッチ

| 日付         | チーム#1 | 結果 | チーム#2   | ラウンド |
| ------------ | -------- | ---- | ---------- | -------- |
| 2004年6月5日 | スペイン | 4-0  | アンドラ   | 親善試合 |
| 2016年6月7日 | スペイン | 0-1  | ジョージア | 親善試合 |

## ギャラリー

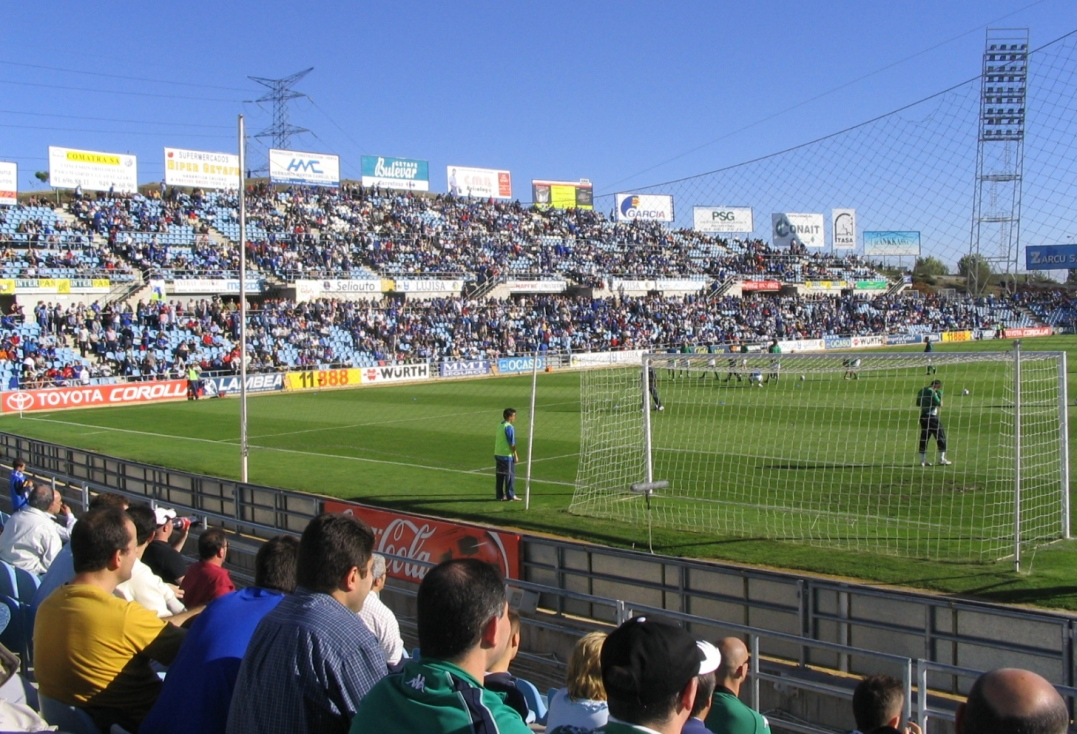
2004年のスタジアム
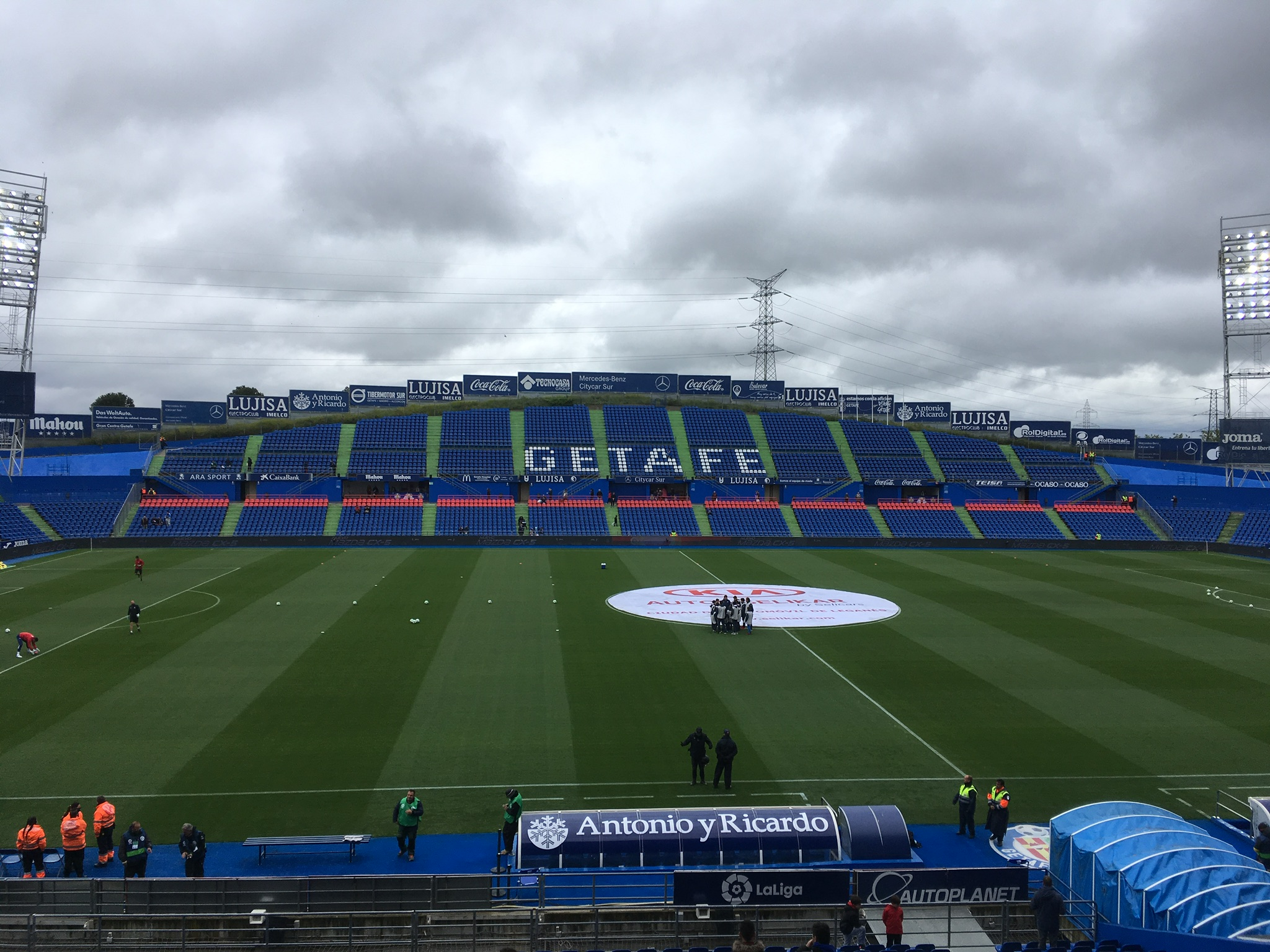
2018年のスタジアム
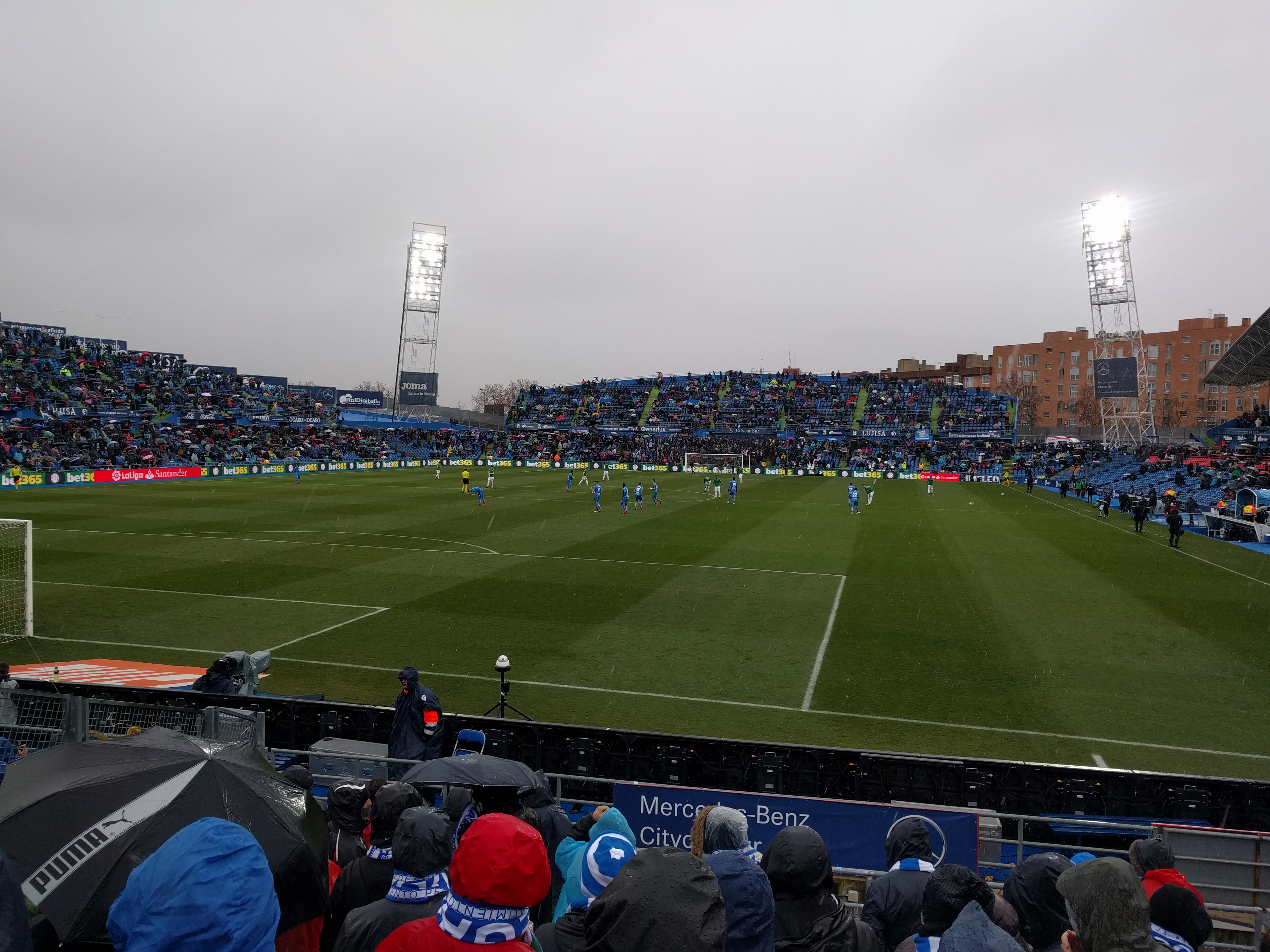
2018年のスタジアム